# Trapézio (circo)

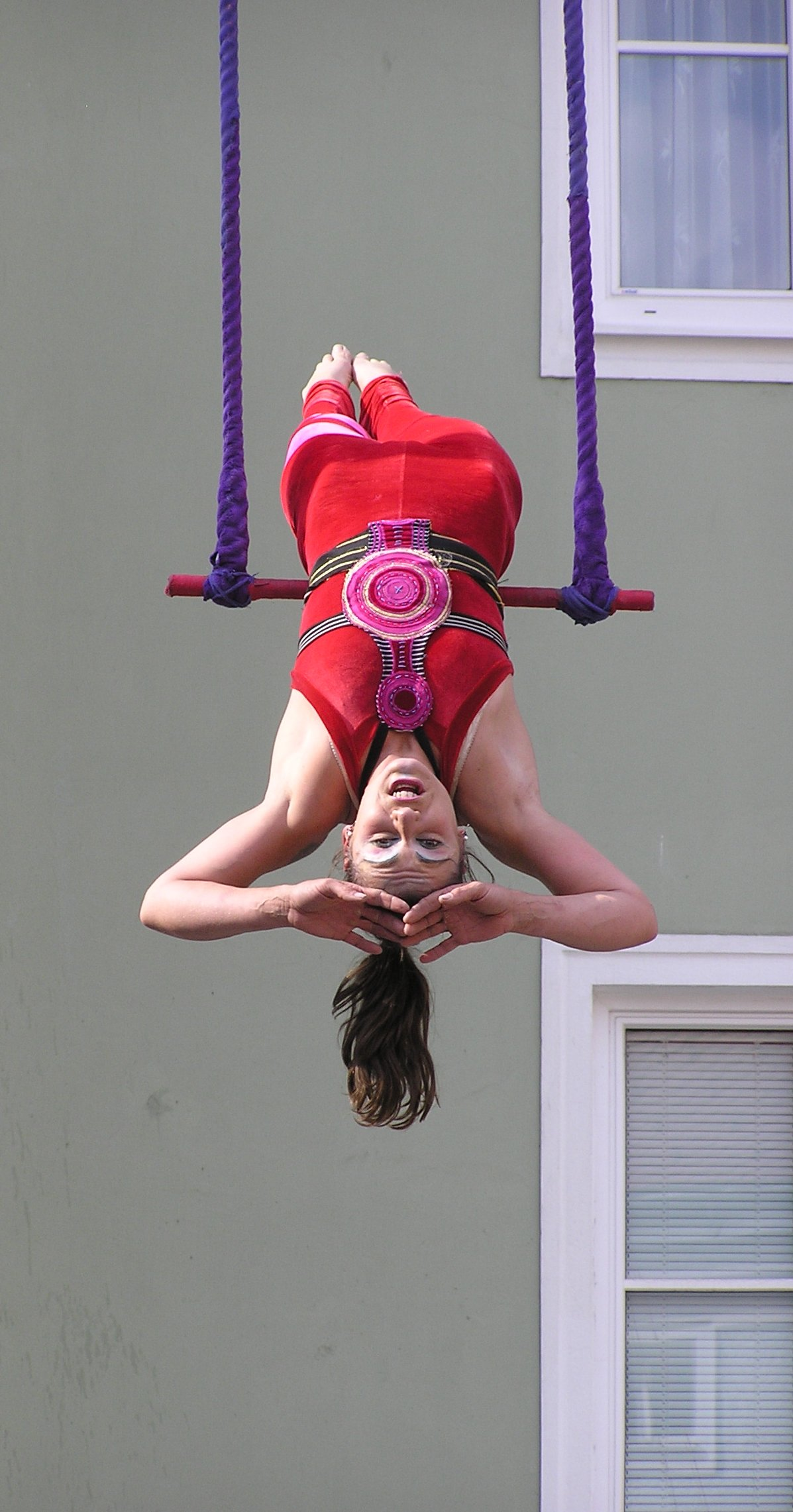
A trapezista neozelandesa Theaker von Ziarno no Pflasterspektakel em Linz, em 2005

O trapézio é um aparelho de circo usado para acrobacias aéreas composto de duas cordas e uma barra de ferro.

## Tipos de Trapézio
- Trapézio Estático
- Trapézio Sincronizado
- Trapézio Voador
- Trapézio Washington
- Dança Trapézica
- Trapézio Duplo, Sol
- Trapézio Multiplo
- Trapézio de OZ
- Trapézio Descendente